# Bankhaus J. W. Junker & Co.
Das Bankhaus J. W. Junker & Co. (russisch И. В. Юнкеръ и Ко) war eine Bank in Moskau.
Gegründet wurde sie im Jahr 1839 durch den aus Göttingen stammenden Johann Wilhelm Junker (1797–1847), zunächst als Disconto-Kontor. Bis 1873 wurde sie als Personengesellschaft geführt, dann in eine Kapitalgesellschaft (товарищество) und 1911 schließlich in eine Aktiengesellschaft unter dem Namen Commerzbank I. W. Junker & Co. umgewandelt. Hauptsitz war das Haus Kusnezki Most 10 (später umnummeriert zu Nr. 16). Die St. Petersburger Filiale hatte ihren Sitz am Newski Prospekt 12.
In den Jahren vor dem Ersten Weltkrieg, als die Bank den dritten Platz unter den Moskauer Finanzinstituten einnahm, war Heinrich Bockelmann ihr Leiter. Während des Weltkrieges mussten die deutschstämmigen Eigentümer die Bank verkaufen. 1916 wurde die Firma in Moskauer Industriebank umbenannt. Ende 1917, nach der Oktoberrevolution, wurde das Bankhaus von den Bolschewiki enteignet und geschlossen.